# Stanisław Kudelski (duchowny)
Stanisław Kudelski (ur. 10 lipca 1919 w Kielcach, zm. 15 lutego 2004 tamże) – polski duchowny rzymskokatolicki, publicysta.

## Życiorys
Był synem Franciszka i Bronisławy z domu Książek. Ukończył Gimnazjum im. Śniadeckiego w Kielcach. W chwili wybuchu II wojny światowej służył w 2 pułku artylerii lekkiej w Kielcach, był ranny w rękę (ranę otrzymał w Grodzisku Mazowieckim). Po odbyciu leczenia szpitalnego w Warszawie powrócił do Kielc.
W 1940 rozpoczął naukę w seminarium duchownym. Święcenia kapłańskie otrzymał w 1946. Posługiwał jako wikariusz w Piekoszowie, Proszowicach i Sędziszowie. Od 1951 był proboszczem w Makoszynie, następnie od 1968 w Sokolinie, a od 1971 w Bolminie. W 1986 przeszedł w stan spoczynku i zamieszkał w Domu Księży Emerytów w Kielcach. Opublikował wspomnienia, ukazujące drogę do kapłaństwa oraz pracę duszpasterską.
Był członkiem Związku Kombatantów RP i Więźniów Politycznych.
Zmarł 15 lutego 2004 w Kielcach. Został pochowany na cmentarzu parafialnym w Makoszynie.

## Publikacje
- Z pamiętnika wiejskiego proboszcza (Czyściec wszystkich świętych, t. 1), „Scriptum”, Kielce 1999, ISBN 83-909897-2-7
- Bezgrzeszne spowiedzi (Czyściec wszystkich świętych, t. 2), „Scriptum”, Kielce 1999, ISBN 83-909897-2-7
- Czyściec wszystkich świętych (wyd. II, zmienione), „Scriptum”, Kielce 2001, ISBN 83-88825-00-3

## Odznaczenia i wyróżnienia
- Krzyż Kawalerski Orderu Odrodzenia Polski (1974)
- Medal 40-lecia Polski Ludowej (1984)
- Medal „Za udział w wojnie obronnej 1939” (1988)
- Odznaka Weterana Walk o Niepodległość (1995)
- Odznaka honorowa „Zasłużony Honorowy Dawca Krwi” (I stopnia)